# Erythrothrips durango
Erythrothrips durango är en insektsart som beskrevs av Watson 1924. Erythrothrips durango ingår i släktet Erythrothrips och familjen rovtripsar. Inga underarter finns listade i Catalogue of Life.